# ۶۶۸ (پیش از میلاد)
۶۶۸ (پیش از میلاد) ۶۶۸مین سال قبل از تقویم میلادی است.